# Albert Günther
Albrecht Carl Ludwig Gotthilf Günther (también Albert Charles Lewis Gotthilf Gunther; Esslingen am Neckar, 3 de octubre de 1830 - Hampton Wick, 1 de febrero de 1914) fue un zoólogo británico, nacido en Alemania. Estudió teología en Bonn y Berlín y después estudió medicina en Tubinga. En 1856 fue al Museo Británico, donde trabajó en Ictiología. Tras de la muerte de John Edward Gray en 1875, fue director del departamento de zoología del Museo de Historia Natural hasta 1895. Además de trabajar con peces en la colección del museo, lo hizo con reptiles y anfibios Adquirió la nacionalidad británica en 1874, falleciendo en Kew Gardens el 1 de febrero de 1914.

## Publicaciones
- 1858 - Handbuch der Medicinischen Zoologie. Editor E. Schweizerbart'sche. 244 pp.
- 1858 - Catalogue of the Batrachia Salientia in the collection of the British Museum. London
- 1858 - On the geographical distribution of reptiles. Proc Zool Soc London
- 1859–1870 - Catalogue of the Fishes in the British Museum, ocho vols.
- 1863 - On new specimens of Snakes in the collection of the British Museum. Sep. Annals Mag. Nat. Hist. 1-6
- 1863 - Third account of new species of snakes in the collection of the British Museum. Sep. Annals Mag. Nat. Hist. 1-17
- 1864 - Report on a collection of Reptiles and Fishes made by Dr. Kirk in the Zambesi and Nyassa regions. Sep. Proc. Zool. Soc. London, 1-12
- 1864 - Descriptions of new species of Batrachians from West Africa. Sep. Proc. Zool. Soc. London, 1-4. Folha manuscrita por Bocage no interior com descrição de Cystignathus Bocagei de Bolama.
- 1865 - Fourth account of new species of snakes in the collection of the British Museum. Sep. Annals Mag. Nat. Hist. 1-10
- 1867 - Contribution to the anatomy of Hatteria (Rhynchocephalus, Owen). Sep. Philosophical Transactions, II: 1-36
- 1867 - Descriptions of some new or little-known species of Fishes in the collection of the British Museum. Proc. of the Zoological Society of London, Jan. 24: 99-104, 1 estampa
- 1868 - First account of species of tailless Batrachians added to the collection of the British Museum. Proc. Zool. Soc. London, III: 478-490
- 1868 - Sixth account of new species of snakes in the collection of the British Museum. Sep. Annals Mag. Nat. Hist. 1-17
- 1868 - First account of species of Tailless Batrachians added to the collection of the British Museum. Proc. of the Zoological Society of London (III), junio 25: 478-490. 4 planchas
- 1868 - Report on a collection of Fishes made at St. Helena by J.C. Meliss. Proc. of the Zoological Society of London (II): 225-228.1 estampa
- 1868 - Descriptions of freshwater Fishes made from Surinam and Brazil. Proc. of the Zoological Society of London (II): 229-246. 3 estampas
- 1872 - Seventh account of new species of snakes in the collection of the British Museum. Annals Mag. Nat. Hist. 13-37
- 1874 - Description of a new European Species of Zootoca. Annals and Magazine of Natural History, agosto
- 1874 - Descriptions of some new or imperfectly known species of Reptiles from the Camaroon Mountains. Proc. of the Zoological Society, London, June 16: 444-445. Plate 56 - Chamaeleon montium Buckholz, 1874. B - juvenil. Pl. 57: Rhampholeon spectrum Buckholz e Bothrolycus ater sp. nov.. Del. G.H. Ford
- 1875 - Second report on collection of Indian Reptiles obtained by the British Museum. Proc. of the Zoological Society, London, marzo 16: 224-234. Plates XXX-XXXIV. Col. Tenente Beddome no Sul da Índia e Dr. Jerdon no Norte e nos Himalaias. Plate 30 - Calotes grandisquamis Gunther, 1875 - col. Bedomme no sopé do Canoot Ghat; Pl. XXXIV - Trimeresurus jerdoni sp. nov. - Jerdon, Khassya. G.H. Ford del.
- 1875 - Third report on collections of Indian Reptiles obtained by the British Museum. Proc. of the Zoological Society of London: 567-577. 4 estampas.
- 1876 - Statement regarding dr. Welwitsch's Angola Reptiles. Jornal de Sciencias Mathematicas, Physicas e Naturaes, Academia Real das Sciencias de Lisboa, V (20): 275-276. Welwitsch. Siguen escritos de J.V. Barboza du Bocage
- 1876 - Notes on a small collection brought by Lieut. L. Cameron, from Angola. Proc. of the Zoological Society of London, pp. 678. Herpetologia. Ahaetulla dorsalis (Bocage). Reptilia. Serpentes.
- 1876 - Remarks on some Indian and, more especially, Bornean Mammals. Proc. of the Zoological Society of London, III: 424-428. Plate XXXVII - Viverra megaspila Blyth, 1863. J.G. Keulemans del..
- 1876 - Carta para Bocage, do Zoological Department (British Museum), 26 de junio, se habla de Welwitsch. Arquivo histórico do Museu Bocage, CE/G-88.
- 1877 - Notice of two large extinct lizards formerly inhabiting the Mascarene Islands. Sep. Linnean Society's Journal - Zoology, vol. 13: 321-328.
- 1878 - On Reptiles from Midian collected by Major Burton. Proc. of the Zoological Society of London: 977-978. 1 estampa.
- 1879 - The extinct reptiles of Rodriguez. Sep. Philosoph. Trans. Roy. Soc., 168 (extra-vol.) London: 470-472.
- 1879 - List of the Mammals, Reptiles, and Batrachians sent by Mr. Everett from the Philippine Islands. Proc. of the Zoological Society, London, enero 14: 74-79. Plate IV - Dendrophis philippinensis Gunther, 1879 - Norte de Mindanao. Del. R. Mintern
- 1882 - Observations on some rare Reptiles and a Batrachian now or lately living in the Society's Menagerie. Trans. of the Zoological Society, London VI, part VII (1): 215-222, pl. 42-46. Chelys fimbriata (Schneid.) - a Matamata habita as águas estagnada do Brasil e Guiana. Pl. 43-44: Metopoceros cornutus (Wagler). La imagen representa la segunda copia llegada a los museos de Europa, la primera pertenecía al Museo de París y había venido de Santo Domingo. No se conoce la procedencia exacta. Ceratothrys ornata (Bell). Tejus rufescens - Mendoza.
- 1885 - Note on a supposed melanotic variety of the Leopard, from South Africa. Proc. of the Zoological Society of London, marzo 3: 243-245, estampa de Felis leopardus.
- 1888 - Contribution to the knowledge of Snakes of Tropical Africa. Annals Mag. Nat. Hist. (6) 1: 322-335. Ahoetulla bocagei, sp. nov. Angola.
- 1888 - Report on a collection of Reptiles and Batrachians sent by Emin Pasha from Monbuttu, Upper Congo. Proceed. Zool. Soc. London, 50-51.
- 1895 - Notice of Reptiles and Batrachians collected in the Eastern Half of Tropical Africa. Annals Mag. Nat. Hist., (6) 15: 523-529.

## Abreviatura (zoología)
La abreviatura Günther  se emplea para indicar a Albert Günther como autoridad en la descripción y taxonomía en zoología.